# Іпатій Цілитель
Іпатій Печерський, цілитель (Іпатій Цілитель; кін. XIV, Києво-Печерська лавра) — святий, подвижник Києво-Печерської обителі. Отримав від Бога за свої заслуги дар цілительства.

## Життєпис
Підвизався преподобний Іпатій Цілитель в XIV столітті. Після монголо-татарського нашестя на Київ. Тому так мало існує відомостей про життя святого.
Прославився він подвигами молитвенного чування та строгого посту. Споживав лише хліб та воду, спав дуже мало, ночі проводив у молитві. Днем святий старанно служив братам і всім хворим. За життя, повністю присвячене служінню хворим, преподобний Іпатій отримав від Господа Бога дар зцілення. Хто з недужих прибігав до допомоги святого Іпатія, його молитовному заступництву, отримували зцілення від різних недуг.
Справдились на ньому слова прп. Пимена Багатохворобливого. А говорив він про рівну нагороду, яку отримає сам недужий і той, хто йому помагає.
Нетлінні мощі преподобного Іпатія, лікаря та цілителя, спочивають в Дальніх печерах Києво-Печерської Лаври.

## Іконографія

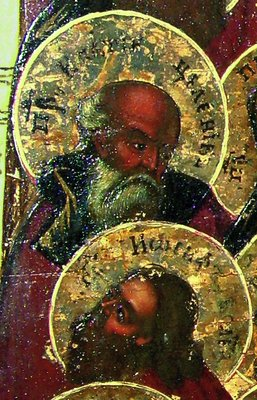
Преподобні Іпатій і Йосип Києво-Печерські. Фрагмент ікони «Собор Києво-Печерських святих». Ост. третина XVIII ст. (+1771?) (ІркОХМ)

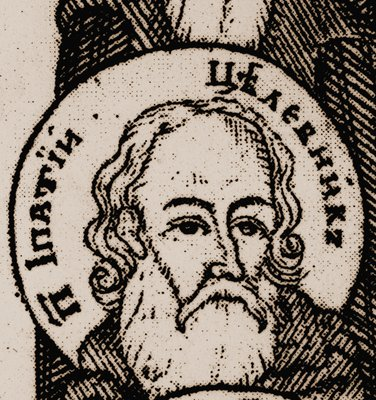
Прп. Іпатий Києво-Печерський. Фрагмент гравюри «Собор всіх святих Києво-Печерської лаври». Гравер В. Белецький. Київ. 1756 р. (РДБ)

У іконописному оригіналі кін. XVIII ст. про зовнішність преподобного Іпатія сказано: 
|  | "Надсед, плешив аки Никола, на плечах схима, риза преподобническая, испод киноварь разбелен" |

.
З 1703 р. ім'я святого зустрічається на картах Дальніх печер Києво-Печерської лаври.
На іконі «Собор Києво-Печерських святих» прп. Іпатій, як правило, розташований в правій групі, за прп. Феодосієм Києво-Печерським, в ряду іноків, спочиваючих в Дальніх (Феодосієвих) печерах. Розташований в 5-у ряді 1-м від центру впівоберту вправо.

## Чудеса
Святий Іпатій мирно відійшов до Господа у кінці XIV століття та майже відразу почалися чудеса зцілення від його мощей. Люди, що страждали від різних хвороб, отримували та отримують зцілення, вдаючись до молитовного заступництва преподобного Іпатія.
Одним з багатьох чудес преподобного було повернення молока матерям, що годують.

## Пам'ять
Пам'ять його здійснюється 13 квітня.